# 艾米琳·潘克斯特
艾米琳·潘克斯特（英語：Emmeline Pankhurst，原姓古爾登（Goulden）；1858年7月15日—1928年6月14日）是一位英國活躍政治家和積極推動英國婦女獲得投票權的婦女運動的領袖。儘管在爭取婦女權利運動過程中，她所領導的“婦女社會政治聯盟”（WSPU）采取的過激行爲遭到指責，但她和她的同事們爲此所付出的努力和代價無疑是為英國婦女贏得了參政權利的一個不可忽視的重要因素。
2002年，她入選英國廣播公司的“百名英國歷史偉人”。

## 早年生活
1858年7月15日艾米琳·潘克斯特生于曼彻斯特。父親是羅伯特·古爾登（Robert Goulden），母親是來自馬恩島的索菲亞·古爾登，1881年馬恩島成爲英國第一個給予婦女投票權的郡。
艾米琳始終認爲她的生日應該是前一天的“巴士底日”，雖然出生證明并沒有這樣寫。她的女兒們寫的傳記中也都重複這一説法，艾米琳認爲她與這一天似乎有著天然聯係，她在1908年時説過：“我一直認爲那個日子影響了我的一生”。
艾米琳總共有10個弟兄姊妹，艾米琳是五個女孩中的長女。她出生後不久，全家搬到了蘭開夏的赛德莱，艾米琳的父親在那裏創辦了一家小企業，而且還積極參加當地的社會政治活動，並在索爾福德擔任鎮議會多年。他的父親還是一個莎士比亞戲劇迷，除了贊助戲劇活動之外，還擁有一家劇院多達數年，并在莎士比亞戲劇中扮演主角。艾米琳繼承了父親的表演天賦，她將這個才華天賦用在了以後的社會活動當中。

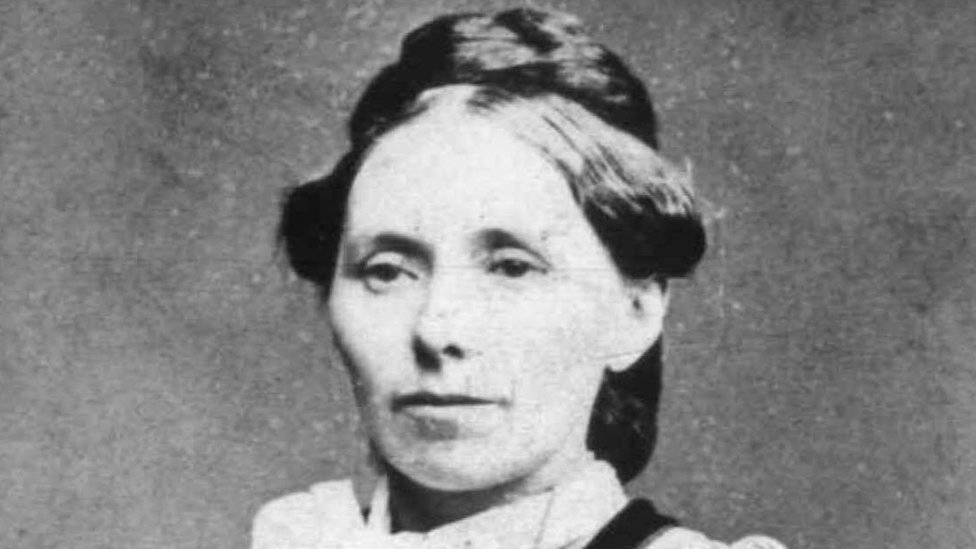
艾米琳的母親索菲亞·古爾登（1833-1910）

古爾登夫婦喜歡讓孩子們參與社會活動，父親羅伯特是廢奴主義的積極倡導者，他曾邀請美國的廢奴主義社會活動家亨利·沃德·比徹到訪曼徹斯特。母親索菲亞將比徹的妹妹、美國作家伊麗莎白·比徹的小説《湯姆叔叔的小屋》作爲念給孩子們的睡前故事。受此影響，艾米琳在年輕時候曾去集市為美國解放黑奴運動募捐籌款。
艾米琳從小就養成了閲讀的習慣，據説在她九歲時候就閲讀了《奧德賽》，也喜歡閲讀約翰·班揚的著作，特別是他在1678年寫的《天路歷程》，她還喜歡閲讀托馬斯·卡萊爾的三卷《一部歷史：法國大革命》。儘管艾米琳天生好學，但是她的父母卻將子女受教育的重點都放在男孩子身上，至於對女孩子們則希望她們早早嫁出去。雖然夫婦兩人都支持婦女解放運動，但是夫婦二人認爲他們的女孩子們無法實現同齡男人的目標。據説有一天晚上，他的父親走進艾米琳的臥室，艾米琳假裝睡着，羅伯特·古爾登自言自語道：“可惜她不是男孩子。"
艾米琳的父母對婦女選舉權表示了極大的興趣，她的母親訂閲了《婦女選舉權雜志》，而艾米琳通過閲讀這個雜志第一次接觸到這個話題，而且也越來越喜歡該雜志的編輯莉迪亞·貝克爾，莉迪亞·貝克爾可以説是英國最早的女權主義者。在艾米琳14歲那年，有一天在她放學回家的路上，遇到前往參加有關婦女選舉權的集會的母親，當她得知貝克爾在集會上將發表演説之後，執意也要和母親同去。集會上貝克爾的演講令她陶醉。後來她寫道：“當集會結束後，我已經意識到了自己也是一個女權主義者”。
一年之後，她來到巴黎諾伊夫高等師範學院（École Normale de Neuilly）學習。這所學校當時為女學生設立了傳統的刺綉等藝術課程之外，還提供化學和簿記等教學課程。與她同宿舍的同學名叫“諾艾米”（Noémie），她的父親維克多·亨利·羅什福爾因爲支持“巴黎公社運動”而被流放到新喀裏多尼亞。兩個人很快成爲了好朋友，彼此分享了父母的政治經歷。後來嫁給瑞士畫家的諾艾米也爲艾米琳物色了一個法國丈夫，兩個人很快就要談婚論嫁，但是艾米琳的父親反對這樁婚事（據説是羅伯特拒絕為女兒提供嫁妝），爲此對方撤回了婚約，艾米琳懷著悲傷的心情回到了曼徹斯特。

## 婚姻與家庭

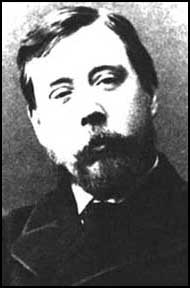
艾米琳的丈夫理查德·潘克斯特（1834-1898）

1878年，20歲的艾米琳結識了理查德·潘克斯特並開始了交往。理查德·潘克斯特是一位律師，多年來一直倡導婦女的選舉權、就業權、言論自由以及受教育權等。他們結識時，理查德已經44歲，在這之前，理查德爲了全身心投入公益事業，一直沒有結婚。兩個人雖然年齡相差甚大，但是共同理念使得兩人的感情日益加深。然而，艾米琳的母親索菲亞卻因兩人年齡懸殊，不贊成他們之間交往 ，想阻止這樁婚事但是沒有成功。鑒於母親的反對，艾米琳建議理查德不經過婚姻而已自願結合方式生活，但是理查德考慮到當時的社會氛圍對不經婚姻而自由同居的女性極爲排斥，他的同事伊麗莎白·沃爾斯籐霍姆·艾爾米就因爲婚前自由同居而受到輿論的指責，對此艾米琳表示同意，兩個人於1879年12月18日在索爾福德的聖路加教堂舉行了婚禮。
婚後的艾米琳在十年之内生了兩男三女，1880年大女兒克里斯塔貝爾出生，1882年二女兒西爾維亞出生，1884年大兒子弗蘭西斯（Francis Henry Pankhurst）出生，1885年小女兒阿德拉出生，1889年小兒子亨利（Henry Francis Pankhurst）出生。五個孩子中三個女兒長大成人，兩個男孩幼年早夭。但是艾米琳依然沒有因此而減少政治活動。因爲夫婦兩人都認爲不應爲照料家庭而犧牲時間和精力，爲此他們雇了一個管家幫助照料孩子們。
1884年理查德·潘克斯特離開了自由黨之後，其社會主義觀點表現得更爲激進。在這期間，他在法庭上就一個官司與當地幾個富商辯論，因而惹怒了艾米琳的父親羅伯特，家裏的氣氛變得緊張起來。1886年艾米琳和丈夫、孩子們搬到了倫敦，理查德在倫敦競選國會議員但未能當選。艾米琳與她的妹妹瑪麗·珍妮開了一家名爲“愛默生”（Emerson）的布料商店。

## 建立婦女選舉權聯盟（WFL）
1888年，英國第一個倡導婦女投票權的全國性組織“全英國婦女選舉權協會”（簡稱：NSWS）在大多數成員決定接受該協會附屬為政黨團體之後發生了分裂。該組織的領導人包括莉迪亞·貝克爾、米利琴特·費塞特也對這一決定感到憤怒。她們決定另闢門戶其取代現有的組織，後來成立了名爲“議會街社團”（Parliament Street Society）（簡稱：PSS）的新組織，該組織的一些成員贊同以零散方式獲得投票權。因爲當時的人們認爲已婚婦女不需要投票權，因爲她們的丈夫可以為她們投票，因此，“PSS”的成員認爲爭取未婚婦女和寡婦的投票權是邁向全面選舉的第一步。
艾米琳最初也加入到了“PSS”。但“PSS”對已婚婦女的投票權顯得漠不關心之後，潘克赫斯特和她的丈夫決定組織另外一個新團體“婦女選舉權聯盟”（簡稱：WFL），旨在為所有包括已婚婦女和未婚婦女爭取投票權。1889年7月25日，“WFL”的成立聚會在位於羅素廣場的艾米琳家中舉行。成員中包括：“杜絕傳染病全國婦女協會”的領導人約瑟芬·巴特勒、理查德的同事伊麗莎白·埃爾米、美國女權主義者、作家哈里奧特·斯坦頓·布拉奇和她的母親伊麗莎白·凱迪·斯坦頓。
“WFL”被認爲是一個激進的組織，除了倡導婦女選舉權之外，它還支持婦女在離婚和財產繼承權方面的平等權利。由於該團體體現出的激進意識，導致了一些成員離開，其中包括布拉奇和埃米爾。後來，1903年新成立的“婦女社會政治聯盟”（WSPU）取代了“婦女選舉權聯盟”（WFL）。

## 加入獨立工黨
艾米琳來到倫敦之後，布料店的生意一直很慘淡。迫於經濟壓力，理查德定期前往英格蘭西北部繼續他的律師職業，因爲很多客戶都在那裏。1893年艾米琳夫婦關閉了倫敦的商店回到了曼徹斯特。最後在曼徹斯特維多利亞公園的一座住宅中定居下來。三個女兒就讀於曼徹斯特女子中學。在同一年，艾米琳五年前認識的作爲來自蘇格蘭的國會議員凯爾·哈第成立了獨立工黨（ILP），艾米琳被獨立工黨要做出解決一系列社會問題的承諾吸引，於是她辤去了“WFL”的職務，申請加入獨立工黨，最初由於她的性別遭到當地黨支部的拒絕，但是最後還是在全國範梅内加入了獨立工黨。
加入獨立工黨之後，她積極參加黨務活動，通過失業救濟委員會向窮人和婦女分發食物，1894年艾米琳被選爲梅德洛克郡的《貧民法》監護人。她通過在曼徹斯特救濟院所親眼目睹的狀況感到震驚：

我第一次去那個地方時，可怕地看到七八歲的小女孩跪在長長的走廊擦洗冰冷的石板地……很多時候她們中間流行著支氣管炎……我發現，在救濟院有孕婦擦洗地板，幾乎直到嬰兒降臨一直都在從事著最辛苦的工作，……而這些嬰兒的保育狀況相當糟糕……我堅信，這些可憐的、缺少保護的母親和她們的嬰兒都教我成爲一個激進分子的强烈原因。

艾米琳立即著手改變這種現狀，并成功地在《貧民法》監護人委員會中樹立了自己的改革聲音。
1896年艾米琳遇到了法律上的麻煩。當時，她和另外兩個人違反了法院關於禁止獨立工黨博格霍爾克拉夫舉行集會的禁令。爲了應付這場官司，理查德自願義務擔任法律顧問，艾米琳和她的兩個同事拒付罰款，爲此法院判艾米琳的兩個男同事服刑一個月，但是法院對艾米琳網開一面。考慮到艾米琳已經在社會上享有名譽，因此地方法院對她比較慎重。獨立工黨的一位撰稿人問艾米琳是否做好準備入獄？艾米琳回答說：“這很好。入獄并非那麽可怕，它將是一個寶貴的人生經驗。”雖然獨立工黨的集會最終被批准，但這個官司也令艾米琳身心疲憊以及家庭經濟收入受到損失。
這場官司之後，艾米琳的丈夫理查德患上胃潰瘍，健康逐漸惡化。1898年7月5日理查德去世。
丈夫的離世讓艾米琳背上了家庭責任與大量債務的沉重負擔，她不得不搬出了維多利亞公園的住宅，搬到了納爾遜街62號的一間小房子，同時也辤去了《貧民法》監護人委員會的職務，在博格霍爾克拉夫的“出生死亡登記處”得到了一份工作。而這個工作也使得她對該地區婦女狀況有了更深入的瞭解。她在自傳中寫道：“那些婦女經常對我講述一些關於她們的可怕故事，所有的人都是那麽可憐，充滿了對貧病交加的無助與無奈。”。她觀察到男女之間生活的差異，例如在私生子方面。她認爲，婦女需要獲得選舉權才能改善這種狀況。
1900年，她被選入曼徹斯特學校董事會，在此期間，爲了增加收入來源，她又開設了新的商店。

## 創建婦女社會政治聯盟（WSPU）

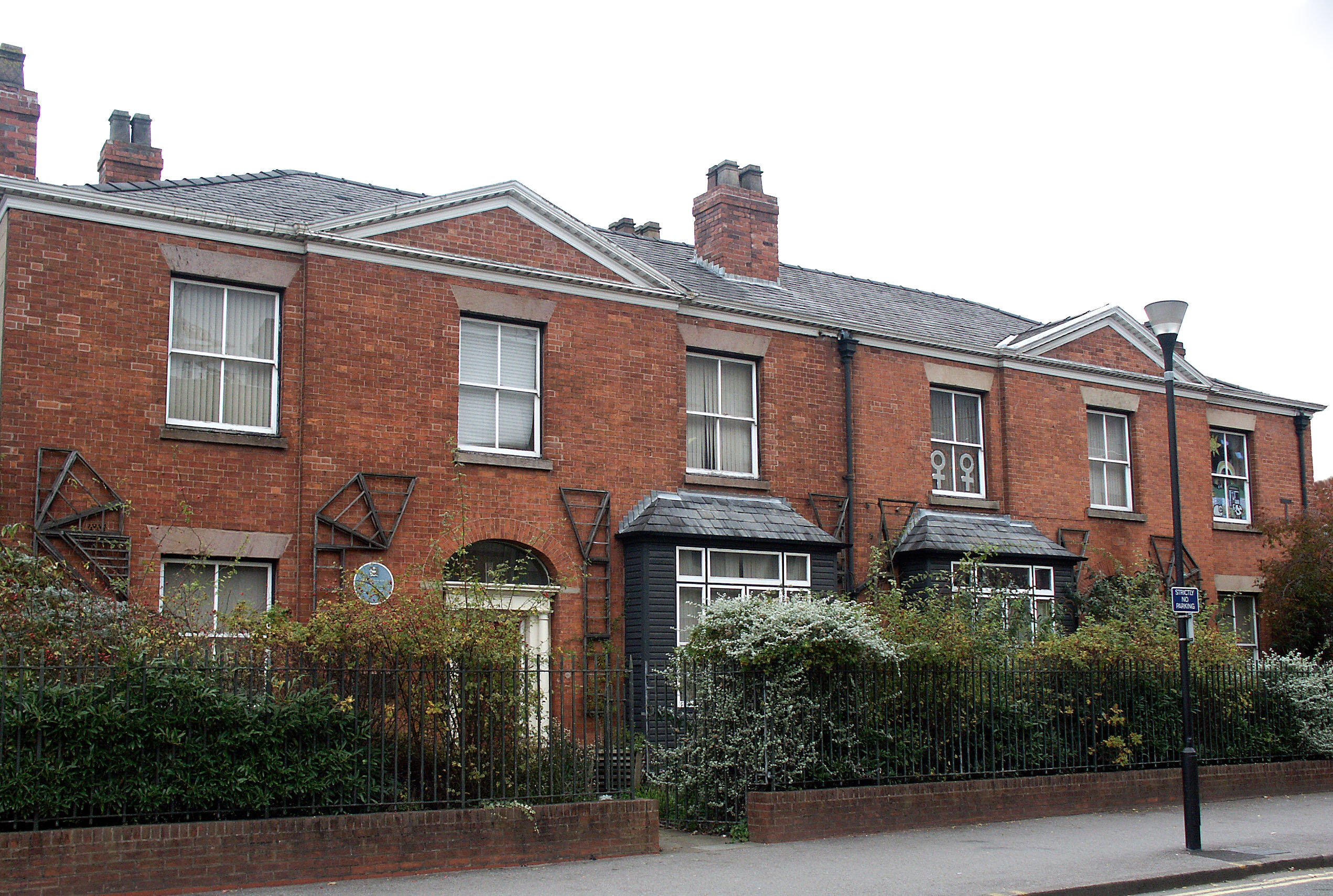
1898年至1907年艾米琳一家住在這棟納爾遜街62號的房子，WSPU在這裏成立，現在這棟房子命名爲“潘克斯特中心”

進入到20世紀之後，艾米琳認爲，多年來國會議員對婦女選舉權的承諾都遲遲沒有兌現。儘管1870年、1886年以及1897年三次提出了選舉法權利議案，但均遭到否決。艾米琳懷疑各政黨是否真的能在衆多議案中將婦女選舉權議案放在首位。她後來也對獨立工黨感到失望，當獨立工黨不再關注婦女投票權時，她與獨立工黨分手。艾米琳因此認爲，有必要放棄現有的耐心戰略，轉而采取更爲激進的行動。1903年10月10日，艾米琳與幾位同事在納爾遜街62號的艾米琳家，宣佈成立“婦女社會政治聯盟”（WSPU），並强調這個組織的重點是通過以實際行動爭取投票權。她後來寫道：“我們永遠的座右銘是行動而非空話”。
婦女社會政治聯盟（WSPU）最初采取了發表演講、集會、收集請願書簽名以及出版名爲《婦女投票》的通訊簡報等較爲溫和的活動。但是以後，她們與政府的對立越來越激烈。1905年5月12日，當一項涉及婦女選舉權法案被“拉布”時，艾米琳和其他WSPU成員開始在議會大樓外面高聲抗議，要求通過該法案，雖然她們的抗議活動遭到警察驅逐，但是艾米琳認爲這種行動可以吸引世人的關注 。1906年艾米琳宣稱：“我們終於被承認是一個政黨，是在政治大潮中游刃有餘的一股政治力量。”

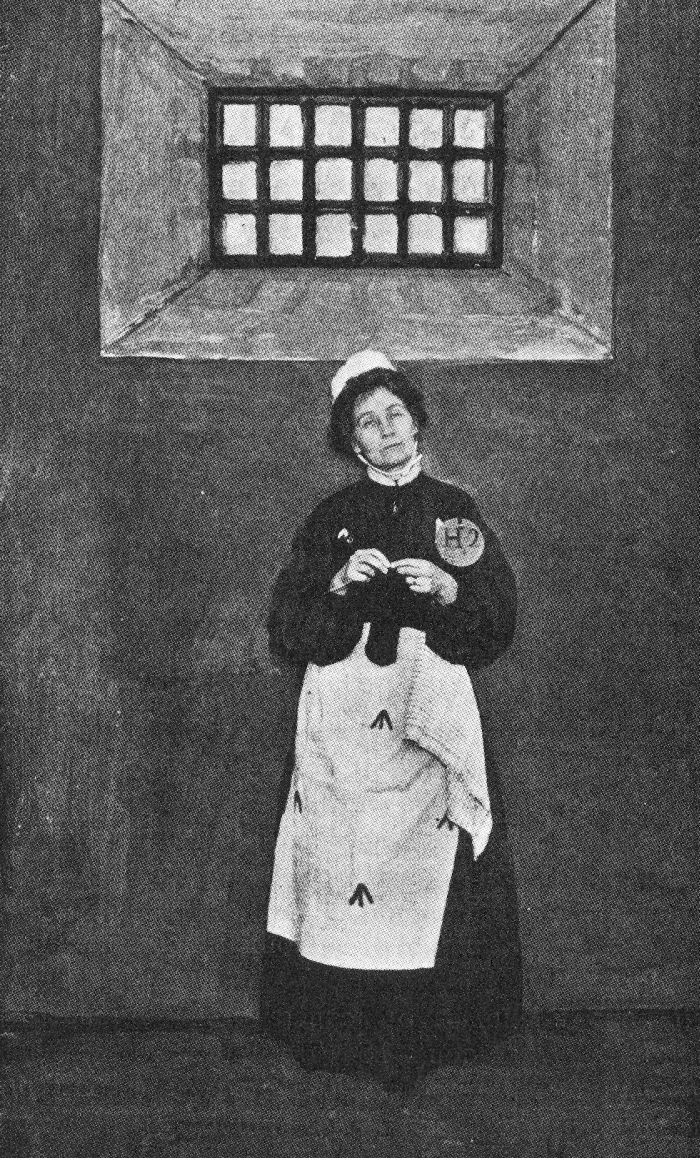
身穿囚衣的艾米琳

在她的影響之下，她的三個女兒也開始積極參與婦女社會政治聯盟（WSPU），三個女兒在不同場合下都遭到警察逮捕。艾米琳本人也在1908年2月試圖闖入議會試圖向首相阿斯奎斯遞交一份抗議書時第一次被警察逮捕，警察逮捕她的罪名是妨礙公務罪，並以此被判處六個星期監禁。在服刑期間，她依然對牢房出現的虱子跳蚤、微博餐食以及爲了讓她閉嘴而“被文明地關進單獨囚室”等現象提出了抗議。艾米琳將入獄視作為婦女爭取選舉權的激進手段，甚至爲此不惜與警察發生肢體衝突。在婦女選舉權實現之前，艾米琳曾七次被捕。在1908年10月21日的審判中，她對法庭說：“我們在這裏不是因爲我們是違法者，我們在這裏是爲了努力成爲法律的制定者。”
在爭取婦女選舉權過程中，婦女社會政治聯盟（WSPU）的激進表現在於，該組織拒絕與將婦女選舉權作爲優先考慮的政黨進行合作，而政府内閣的所有候選人都遭到WSPU的反對，其中溫斯頓·丘吉爾也是WSPU的最初反對對象。艾米琳和其他的WSPU成員認爲，政黨政治分散了為婦女爭取選舉權的目標，批評這些政黨將本黨的利益置於婦女的選舉權之上，因此WSPU表示要持續不斷地對這些政黨議員開展激進活動。

### 海德公園集會
1908年6月21日，來自英國各地的50萬名婦女們聚集於倫敦海德公園，開啓了“婦女星期日”活動，向世人宣傳婦女應享有與男性一樣擁有的選舉權利，這一天成爲了英國歷史上的劃時代一頁，集會之後艾米琳和與會者們舉行了聲勢浩大的游行。期間12名婦女聚集在議會廣場試圖發表演講，但被警察驅散。而兩名激進的婦女社會政治聯盟（WSPU）成員伊迪斯·紐和瑪麗·萊來到唐寧街10號向首相官邸的窗戶投擲石塊，而且聲稱這是她們個人所爲，與（WSPU）組織無關。但艾米琳贊成她們的舉動，在當地法院判處兩人為兩個月監禁時，艾米琳提醒法官，在英國歷史上，很多男性政治鼓動著是如何通過打破窗戶來贏得合法和公民權益的。

### 絕食抗議
1909年絕食抗議成爲婦女社會政治聯盟（WSPU）采用的一種抗爭方式，1909年6月24日，瑪麗安·華萊士·鄧祿普在下院墻上書寫《權利法案》的節選而被捕。鄧祿普對監獄條件感到憤怒，因而進行了絕食抗議，她的這個舉動也影響了其他獄友，有14名因爲打碎窗戶而被監禁的婦女也隨之仿效。以絕食方式抗議監禁的做法很快WSPU在成員當中傳開，以至於當局經常采用强制進食的粗暴方式，這又招致了女權運動者和醫務人員的譴責。
但絕食方式引發了“WSPU”與較爲溫和組織之間的關係緊張，全國婦女選舉權聯盟（簡稱：UNWSS）雖然贊揚婦女社會政治聯盟（WSPU）的勇氣與對事業的奉獻，但是認爲絕食方式有些過頭，該組織領導人米莉森特·福西特擔心這些激進分子會成爲下院選舉權運動取得成功的主要障礙，在全國婦女選舉權聯盟（UNWSS）在要求婦女社會政治聯盟（WSPU）停止過激行爲未果之後，於是拒絕參加婦女社會政治聯盟（WSPU）發起的游行，米莉森特·福西特的妹妹，伊麗莎白·加勒特·安德森也辭去了“WSPU”的職務。

### 大衆反應
許多記者注意到，婦女大衆都對艾米琳的演講反應積極；有些媒體指責“WSPU”成員破壞窗戶的行爲，《每日新聞報》敦促艾米琳采取更溫和的方式。《每日郵報》記者查爾斯·漢兹（Charles Hands）在描述女權激進主義者時采用的英文單詞為“suffragette”，而不是標準的（女權主義者）的“suffragist”，於是艾米琳和她的盟友乾脆將這個“suffragette”詞匯用在自己身上，以此來區別其他溫和派別。

### 巡迴演講
1907年，艾米琳賣掉了曼徹斯特的房子，開始了各地的巡迴演講和游行集會。在這期間，她不是住在朋友家就是住在旅店，隨身携帶著爲數不多的財物。對她來説，這并非意味著過著顛沛流離的生活，而是在其中得到了快樂。她的長女克里斯塔貝爾成爲了“WSPU”的協調員和母親一起活動。1909年在艾米琳計劃去美國巡迴演講時，她的小兒子亨利因爲患上脊髓炎而癱瘓。這使她猶豫要不要放棄去美國做巡迴演講，但是由於這次的演講活動有望得到豐厚的經濟收入，可以用來支付亨利的醫療費用。當艾米琳演講回來之後的1910年1月5日，小兒子亨利去世。在給亨利下葬之後，她又在曼徹斯特面對5000多聽衆發表演講，那些在集會上本打算對她喝倒彩的“自由黨”支持者當看到如此堅强的艾米琳，便都默不作聲了。

### 一戰之前的活動

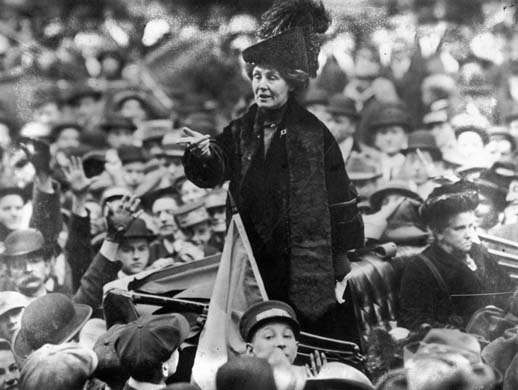
1913年艾米琳在美國康涅狄克州發表題爲“自由還是死亡”的演講

1910年自由黨在選舉失利之後，自由黨成員、記者亨利·布雷斯福德組織了一個54名來自不同黨派的議員組成的婦女選舉調解委員會，該委員會起草的調解法案雖然看起來定義狹窄，但仍具有可以幫助一部分婦女實現選舉權的可能。爲此，在該法案討論期間，WSPU同意暫停砸破窗戶、絕食抗議的激進行動。但是法案遭到否決後，艾米琳在11月18日帶著300多名婦女到議會廣場進行抗議游行。在内政大臣溫斯頓·丘吉爾的指示下，警察對她們實施了粗暴鎮壓。儘管艾米琳後來被允許進入議會大廳，但是首相阿斯奎斯拒絕與她會面。艾米琳的妹妹瑪麗·珍妮也參加了抗議活動遭到逮捕，並被判處了一個月監禁。被釋放出獄之後的兩天的聖誕節，瑪麗·珍妮在哥哥赫伯特·古爾登家中去世。之後，隨著調解法案的出臺，“WSPU”領導人決定停止激進行動。
但是到了1912年3月，第二項法案岌岌可危，於是艾米琳又開始參與新的一輪砸窗戶暴力行爲，所造成的大量財產損害，導致了警察突襲了“婦女社會政治聯盟”（WSPU）辦公室，艾米琳和艾米琳·皮西克·勞倫斯在奧卑利法院受審，被判定犯有破壞財產罪，她的女兒克里斯塔貝爾遭到通緝之後逃到了巴黎。
在霍洛威女子監獄，為要求改善牢房中其他女權運動者的待遇，艾米琳第一次進行絕食抗議，並遭到强行灌食。她的行動很快得到了艾米琳·皮西克·勞倫斯等其他WSPU成員的支持。在艾米琳的自傳中，她這樣寫道：“霍洛威女子監獄成了一個可怕的地方，令人作嘔的暴力場面幾乎每時每刻都在發生，爲了灌食，醫生從一個牢房到另一個牢房進行他們的可怕工作……”

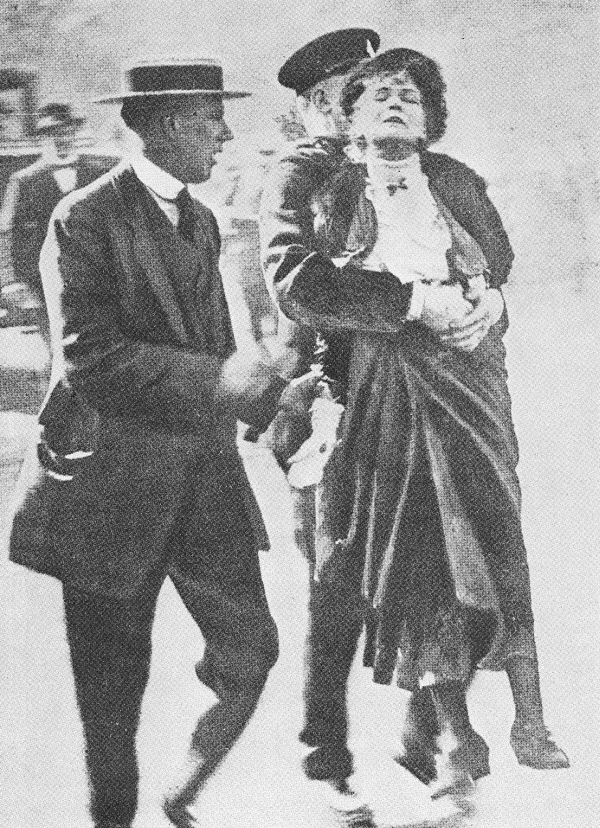
1914年5月，艾米琳在白金漢宫外試圖向喬治五世遞交請願書被警察逮捕

在隨後的兩年裏，她多次遭到逮捕，但由於身體健康狀況不佳，經常在几天之後獲釋。《貓捉老鼠法令》頒佈後，允許對因絕食面臨健康不良的女權運動者進行釋放。監獄方面意識到，如果這位享有盛名的婦女社會政治聯盟（WSPU）領袖人物在監獄被灌食而受難，可能會引發公共輿論災難。

#### 過激行動
除了砸玻璃窗、絕食之外，“WSPU”成員甚至還采用縱火等其他的過激活動。1912年首相赫伯特·亨利·阿斯奎斯訪問都柏林皇家劇院後，女權運動者們格拉迪斯·埃文斯（Gladys Evans）、莉兹·貝克（Lizzie Baker）、瑪麗·萊、梅布爾·卡珀用火藥試圖製造一起爆炸事件，但是沒有造成大的損壞。在同一個晚上，瑪麗·萊向載有約翰·雷德蒙（愛爾蘭議會黨領袖）、市長以及阿斯奎斯的馬車投擲了一把斧頭。在接下来的兩年裏，女權運動激進者們縱火燒毀了攝政公園的一座茶點房屋，邱園的一座花房、郵箱和一輛火車。
在“1913年愛普森賽馬會”中，“WSPU”成員埃米莉·戴維森從觀衆當中突然衝向賽道，試圖向駕馭“喬治五世”的騎手赫伯特·瓊斯（傑克）展示宣傳海報，結果造成人仰馬翻的慘劇，埃米莉·戴維森被送到醫院四天後不治。這件事引起了轟動，在她出殯那天，沿街有55,000人為她送行並參加了她的葬禮。有人認爲埃米莉·戴維森是采取了近似自殺行爲來引起世人對女權運動的關注。
1914年“WSPU”成員瑪麗·理查森甚至刻意損壞倫敦國家美術館收藏的委拉斯開茲的畫作《镜前的维纳斯》以示抗議對艾米琳的監禁。儘管上述過激行爲并沒有受到艾米琳和其他領導人的指使，但是她們都表示支持這些行爲。

### 一戰期間的活動
1914年8月第一次世界大戰爆發後，法國成爲了戰爭前綫，逃亡中的克里斯塔貝爾被迫回到了英國。回到英國之後，克里斯塔貝爾遭到了逮捕，爲此她曾進行了絕食抗議，但被判處了3年監禁。艾米琳認爲，當前的主要問題是面臨來自德國的威脅，英國政府需要全體英國人民的支持。爲此她説服“WSPU”成員停止所有的激進活動，直至戰爭結束。克里斯塔貝爾後來寫道：現在不是鼓動異議行爲的時候，作爲女權主義者，我們不可能不惜一切代價地成爲和平主義者。政府與婦女社會政治聯盟（WSPU）達成了協議，所有在押的“WSPU”成員包括克里斯塔貝爾都獲得了釋放。出獄後的克里斯塔貝爾在一次演講中呼籲英國婦女像法國姐妹那樣，支持男人上前綫，婦女接替男人在後方從事生產工作。

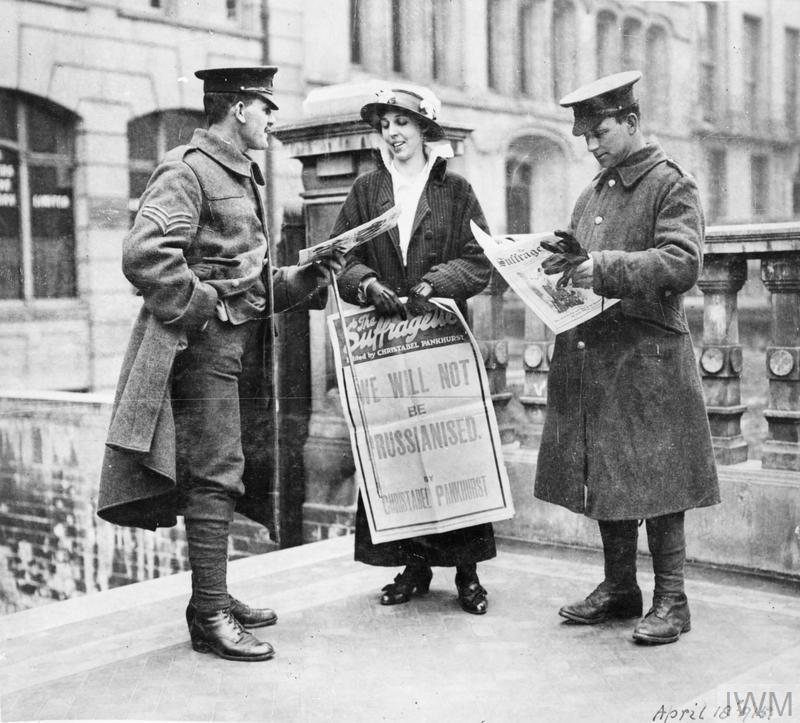
1915年戰爭期間，一位WSPU成員向英國軍人派發宣傳報刊

艾米琳將以前用於為婦女爭取選舉權的精力投入到愛國主義的戰爭宣傳中，她不斷組織集會、巡迴演講，並游説政府幫助前綫作戰軍人的妻子們進入勞動崗位。當時，她非常關注戰爭期間的單身母親的問題，即：生父在前綫作戰，而孩子單身母親所生。艾米琳在坎普登山建立了一個收養所，一些婦女對此表示非議，認爲這是對私生子的父母提供了不當救濟。然而，有過在《貧民法》監護人委員會親身經歷的艾米琳認爲這些兒童不應該爲此遭受痛苦。但是由於缺乏資金，這個收養所很快被轉交給了愛麗絲公主。艾米琳本人收養了四個孩子，和他們一起住在倫敦荷蘭公園附近的住房，這是她漂泊多年以來的第一個永久的家。有人不解地問，艾米琳已經是57歲且沒有固定收入，卻如何能收養四個孩子。她詼諧地說：“親愛的，我吃驚的是我沒有收養40個孩子。”
1916年，艾米琳與塞爾維亞前外長契多米利·米亞托維奇一起訪問了北美，一直處於戰場中心的塞爾維亞屬於協約國陣營。他們在北美各地巡迴演講，籌措戰爭資金，並呼籲美國政府支持英國以及加拿大和其他盟國。在美國參戰之後，艾米琳又來到美國，繼續鼓吹女權主義，在支持戰爭的同時，並沒有中止對女權運動的支持。她還特別提到了對共產主義勢力擡頭的擔憂，認爲這是對俄國民主的嚴重威脅。
1917年夏天，布爾什維克勢力在俄國擡頭，布爾什維克呼籲結束戰爭。在此之前，艾米琳的自傳已經在俄國翻譯出版，因此她在俄國也有一定的知名度。艾米琳想以此説服俄國人不要接受德國的條件，這會導致俄國和英國在這場戰爭的失敗。爲此英國首相大衛·勞合喬治同意資助她的俄國之行。6月她來到了彼得格勒之後，向公衆表示：我帶著英國對俄國的祈禱來到彼得格勒，希望你們將戰爭進行下去，這決定了自由文明的體面。媒體對此的反應分爲左右翼，左翼媒體將艾米琳説成是資本主義的工具，右翼媒體稱贊她是虔誠的愛國主義者。
雖然艾米琳曾經參加過具有社會主義傾向的獨立工黨（ILP），但她已經開始認識到左派政治不可取，她的這種觀念來到俄國後表現得更爲强烈。8月她會見了俄國臨時政府總理克倫斯基，但這次的會面讓雙方不歡而散，克倫斯基感到她無法理解當時俄國正在加劇的階級衝突。克倫斯基得出的結論是：英國婦女沒有什麽可以教給俄國婦女的。艾米琳後來對《紐約時報》說：他（克倫斯基）是”當代最大的騙子“，他的政府可能會”摧毀文明“。

### 組建婦女黨
艾米琳從俄國回到英國後，她高興的發現，婦女選舉權終於即將成爲現實。1918年頒佈的《人民代表法》取消了對男子選舉權的財產限制，在若干限制下將投票權給予30歲以上的婦女。
在這之前的1917年11月，”WSPU“宣佈了該組織改組為“英國婦女黨”。當婦女參選權得到落實之後，黨内又面臨著新的意見分歧，許多社會主義者和溫和派支持男女在政治上的聯合，但是艾米琳和克里斯塔貝爾認爲婦女組織最好與之分開，她們兩個人的意見是婦女黨的成員僅限婦女。其目的在於：通過遠離男性的政黨機制和傳統，婦女可以更好地為國家服務。大家普遍認爲，傳統機制仍尚待改進。作爲婦女黨贊成平等的婚姻法、男女同工同酬、平等就業機會等要求、縮短勞動時間等，但是在戰爭期間，這些議題只能留在戰後解決。而當前的任務是贏得戰爭，任何與德國有牽連或持和平主義者的人應該從政府部門清除出去，作爲黨綱的最後一項是防止布爾什維克在英國的興起。
當允許婦女競選下院議員的法案通過之後，許多婦女黨成員鼓勵艾米琳參選，但是她認爲女兒克里斯塔貝爾是更好的人選，1918年11月19日，艾米琳在倫敦女王音樂廳公開表示，她的女兒克里斯塔貝爾將成爲大選中的候選人，爲此她孜孜不倦地協助女兒參選，並游説首相大衛·勞合喬治支持女兒，最後在選舉中，克里斯塔貝爾以775票敗給工黨候選人約翰·戴維森，之後“英國婦女黨”再也沒推出候選人，一年之後該黨自行宣告解散。

## 一戰結束後
一戰結束之後的幾年期間，雖然艾米琳繼續關注婦女權利方面的事情，但是她與當局的鬥爭已經結束，開始了與政府的合作。她堅持維護大英帝國的利益，并爲其辯護道：「有些人談論帝國主義時，好像它是應該被譴責，讓人羞愧的東西。但是成爲像我們這樣的帝國繼承者是一件光榮的事，廣大的帝國領土潛在的財富無窮，如果我們能夠利用這些潛在的財富，我們就能消滅貧窮，就能消除愚昧無知。」在此期間她在美國和百慕大生活了數年，並往返於英國和北美之間，游走到處發表演説，呼籲支持大英帝國，並對布爾什維克的危險提出警告。
1922年至1925年，她帶著四個收養的孩子一度住在加拿大多倫多。在加拿大期間積極參加加拿大全國防治性傳染病委員會（CNCCVD），該委員會致力反對對性病患者的歧視的雙重標準，艾米琳認爲這種雙重標準對婦女尤爲有害。在加拿大的多次公開演講中，她還宣揚優生學女權主義的“種族改良”的概念，並經常與艾米麗·墨菲一起發表演講，後者被認爲是“為智障者”實施强制絕育的倡導者。
1926年，艾米琳加入了保守黨，兩年後作爲保守黨候選人參加了白教堂和聖喬治區的地方議會選舉。人們對她從以前激進的女權主義者變爲保守黨人的這一立場轉變感到驚訝。她的傳記作者認爲，她雖然致力於女權運動，但是也堅決反對共產主義，在婦女選舉權利的目標得到實現之後，她與政府之間就不再有原則衝突，這是她政黨立場轉變的重要原因，也有人認爲，她加入保守黨更多地是爲了確保婦女的投票權而并非是出於意識形態。

## 與女兒們的關係

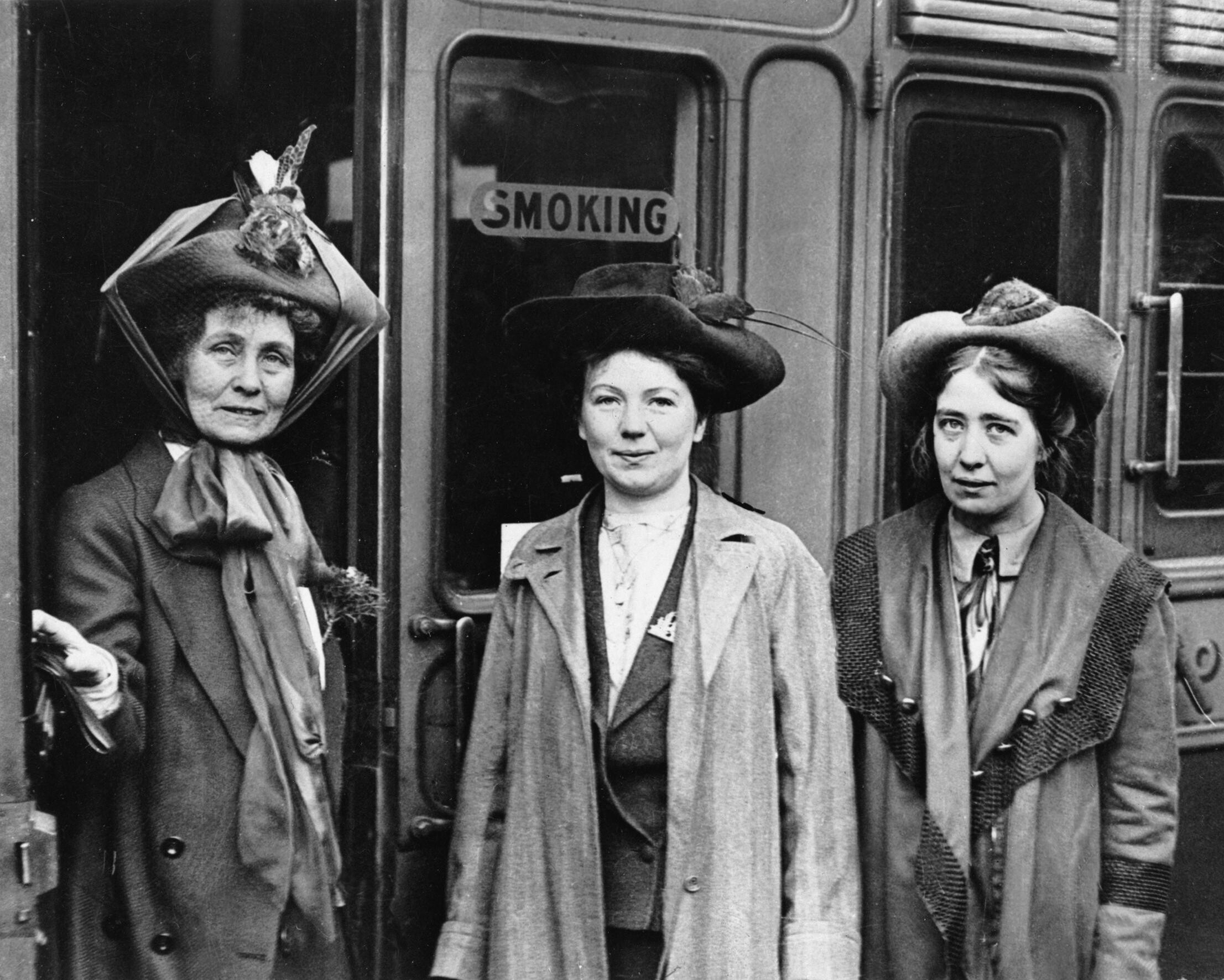
艾米琳（左）與長女克里斯塔貝爾（中）、次女西爾維亞於1911年10月4日在倫敦滑鐵盧車站

艾米琳的三個女兒在她的影響之下都投身於女權運動，但是艾米琳與她們之間的關係親疏各不相同。
艾米琳在與三個女兒的關係中，與長女克里斯塔貝爾的關係最融洽，政治理念方面兩人志同道合，形如一人。從創建婦女社會政治聯盟（WSPU）開始直到1918年克里斯塔貝爾代表婦女黨第一次參選，克里斯塔貝爾一直得到母親的大力栽培扶植，克里斯塔貝爾也一直是母親的得力助手。克里斯塔貝爾1918年競選議員失敗，1919年婦女黨解散之後，退出了英國政壇。1921年克里斯塔貝爾移居美國，到美國之後投身於基督教活動傳教活動，成爲了“普利茅斯弟兄會”的傳道人。1928年6月在美國加州的克里斯塔貝爾得知母親去世的噩耗之後悲痛欲絕，很長時間未能從哀傷中回復過來。
艾米琳與另外兩個女兒卻關係冰冷，特別是與抱持社會主義理念，對英國殖民政策一直持批判立場的二女兒西爾維亞在理念價值取向更是水火不容，最後兩人關係完全決裂。
早在1913年11月西爾維亞與母親、姐姐之間就出現了裂痕，當時西爾維亞在東倫敦女權聯盟（East London Federation of Suffragettes）工作，該聯盟是婦女社會政治聯盟（WSPU）的一個地方支部，它與社會主義者和勞工有著密切的關係，西爾維亞也與工黨政治家弗雷德里克·勞倫斯經常活躍在政治舞臺上，這使得姐姐克里斯塔貝爾相信，她妹妹的組織有可能會對婦女社會政治聯盟（WSPU）形成挑戰，這個裂痕最後變得公開化，這使得婦女社會政治聯盟（WSPU）、獨立工黨和東倫敦女權聯盟形成了對決。在母親的鼓動下，克里斯塔貝爾讓西爾維亞的團體與婦女社會政治聯盟（WSPU）脫離關係，並要求東倫敦女權聯盟（ELFS）將"suffragettes"（意爲：激進的女院主義者）這個名詞刪除，艾米琳認爲這個名詞屬於婦女社會政治聯盟（WSPU），但遭到了西爾維亞的拒絕。於是母女之間的矛盾爆發了，艾米琳乾脆讓西爾維亞另立門戶，西爾維亞最終被婦女社會政治聯盟（WSPU）開除。
多年之後，西爾維亞在1931年出版的《選舉權運動》一書中，將姐姐描寫為一個不講道理、飛揚跋扈的人。她寫道：

她對我說：“你有你自己的想法，可我們不希望這樣。我們希望我們所有婦女像軍隊那樣步調一致！” ……我沒有回答，我感到被一種悲劇所壓迫，爲她的無情感到悲哀。在我看來，她對專制的頌揚與我們正在進行的鬥爭、甚至現在牢房里進行的嚴峻鬥爭相比，確實相去甚遠。我想起了其他一些人，因爲小小的不同意見就遭到排擠。

一戰爆發後，與母親支持政府的戰爭立場相反，西爾維亞與妹妹阿德拉都不認同母親對戰爭的立場，她們反對婦女社會政治聯盟（WSPU）支持政府，西爾維亞的社會主義觀點使她認爲，這場戰爭是資產階級壓榨工人和貧窮士兵的又一例證。而已經移居澳洲的阿德拉在澳大利亞發表反戰聲明，公開表示反對徵兵。對此，艾米琳在給西爾維亞信中寫道：“我知道你和阿德拉的立場，我爲你們感到羞愧。”
1925年，艾米琳從加拿大回到倫敦後，西爾維亞特意來看望多年未見的母親，然而這次的母女相逢并沒有彌補兩人之間存在已久的鴻溝，更令艾米琳感到惱火的是，西爾維亞不結婚卻與一個意大利無政府主義者長期同居，特別是兩個人有了孩子之後，西爾維亞依然拒絕與孩子父親正式結婚，這讓艾米琳徹底斷絕了與西爾維亞的聯係。
小女兒阿德拉1914年移民澳大利亞之後，也再也沒有與艾米琳見面。

## 去世

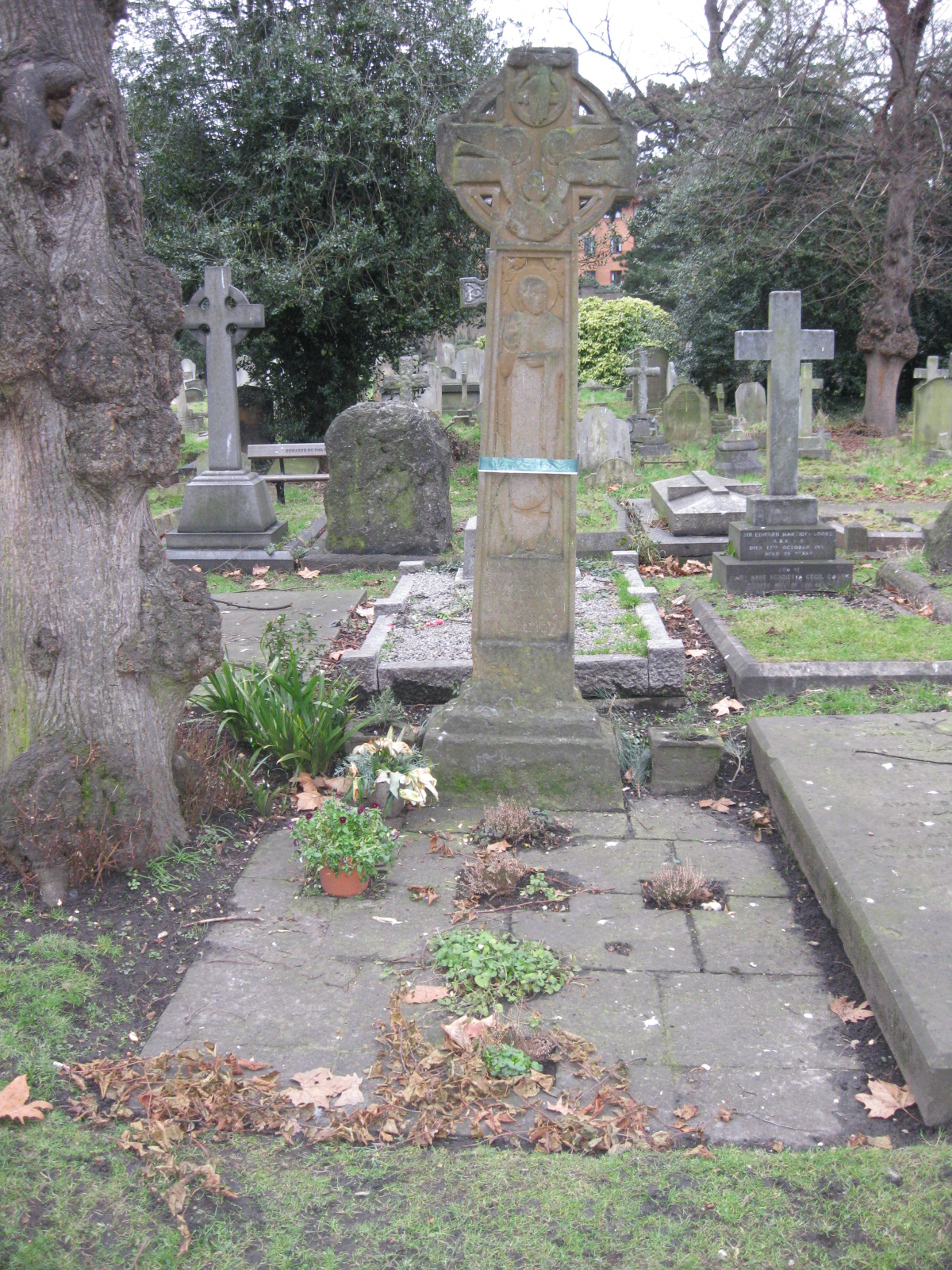
艾米琳·潘克斯特在布朗普顿公墓的墓地

1928年艾米琳原本打算參加地區議會議員競選，但長年以來的四處奔波、集會演講、法院出庭、監禁關押、絕食抗議等諸多原因造成身體健康欠佳，除此之外，媒體對二女兒西爾維亞的私生子的消息炒作，更使艾米琳身心疲憊。4月，西爾維亞在美國一家報刊上表達了她的觀點，她認爲：“沒有合法的婚姻才是解放婦女的最明智的選擇”。這篇報道稱西爾維亞為：“潘克斯特小姐”，以至於人們都以爲報道的是長女克里斯塔貝爾。這對珍視其社會聲譽的艾米琳來説，無異於是精神上的打擊，據説，她得知這個消息後哭了一整天。在這種情況下，她最終放棄了參選。
隨著健康狀態的惡化，艾米琳進到了漢普斯特德的一家療養院，在她70周歲前一個月的6月14日在這家療養院去世，她去世後被下葬在倫敦的布朗普顿公墓。
1999年艾米琳·潘克斯特入選《時代》雜志評選的“二十世紀全世界最重要的人物”，著名評論家瑪麗娜·華納寫道：“潘克斯特夫人是出生於維多利亞時代的英國婦女，但她爲我們這個時代的女性塑造了新的理念，社會在她的撼動下，進入了一個再也無法回到從前的新格局”（Mrs. Pankhurst was born a Victorian Englishwoman, but she shaped an idea of women for our time; she shook society into a new pattern from which there could be no going back.she shaped an idea of women for our time）。

## 紀念

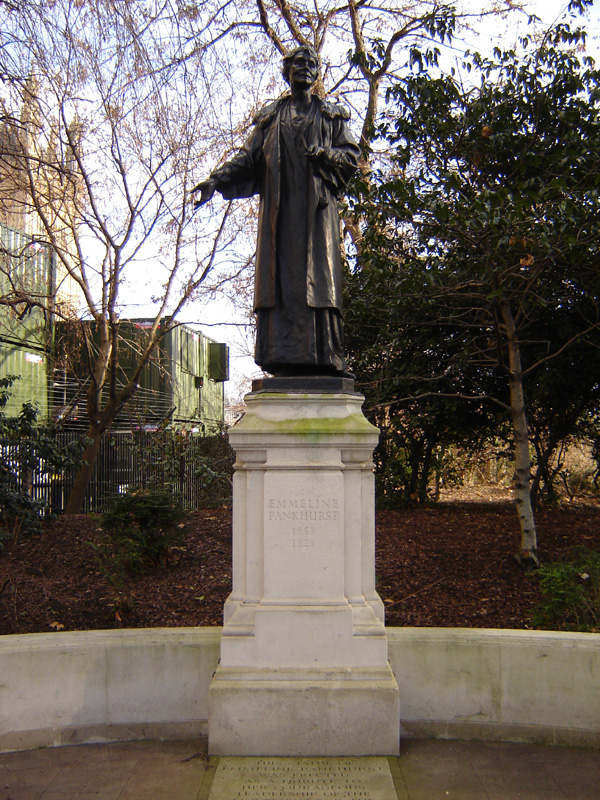
艾米琳·潘克斯特在倫敦的雕像
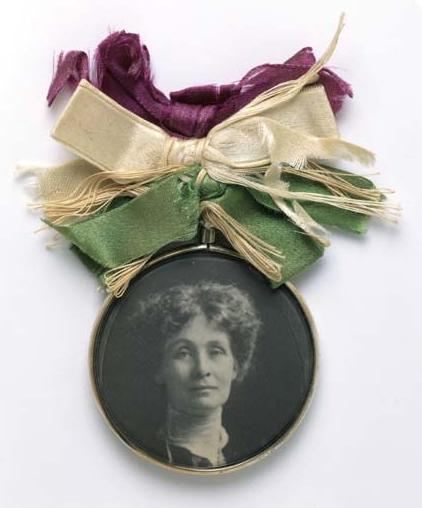
艾米琳·潘克斯特肖像徽章-倫敦博物館
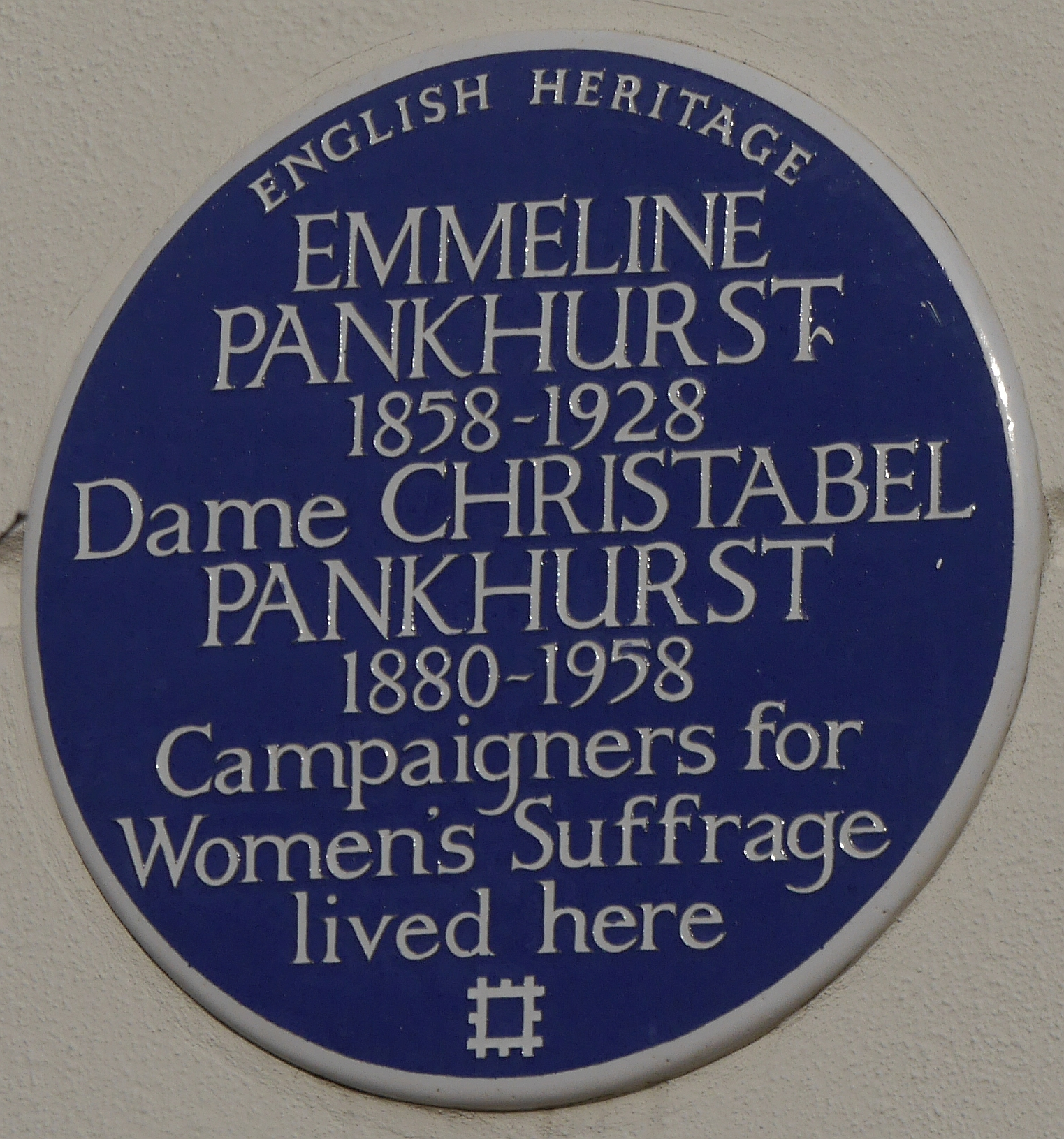
倫敦克拉伦頓路50號曾爲女權運動活動中心

## 外部鏈接
- 西爾維亞·潘克斯特談她的母親艾米琳·潘克斯特（1953年7月16日BBC錄音采訪） （页面存档备份，存于）
- 推動女權運動的潘克斯特母女們（英文YouTupe頻道） （页面存档备份，存于）
- 保守的革命家：艾米琳·潘克斯特 （页面存档备份，存于） - 維吉尼亞評論季刊
- 艾米琳·潘克斯特 （页面存档备份，存于）在Flickr
- . Leading suffragette. 2001-01-01  [2011-08-17]. （原始内容存档于2011年10月12日）.